# Lans (wapen)
Een lans (Lat. lancia) is een stoot- of steekwapen. Een lans bestaat uit een lange schacht, van bijvoorbeeld essen of bamboe, of staal. Aan het einde is een platte metalen kling bevestigd met een ronde of bladvormige doorsnede. Een lans heeft een totale lengte van 3,5 tot 4,5 meter. Het greepeinde was soms voorzien van een handbeschermer en verzwaard met kegelvormige verdikkingen, zodat het zwaartepunt bij de hand lag.
Hij is afgeleid van de speer en ontwikkeld voor het gebruik door de cavalerie. In tegenstelling tot de speer wordt de lans nooit geworpen. De lans is een wapen dat vooral wordt geassocieerd met ridders, die de lans zowel als strijdwapen als voor toernooien gebruikten.
De wapens die bij toernooien werden gebruikt waren, in tegenstelling tot de wapens die voor oorlogsvoering waren gemaakt, bot en meestal hol, zodat ze afbraken en de tegenstander niet doorboorden tijdens het toernooi.
De lansen die voor oorlogsvoering werden gebruikt, waren scherp (om de maliënkolder van de tegenstander te doorboren) en goed gebalanceerd om met één hand te kunnen worden gebruikt.

## Geschiedenis gebruik

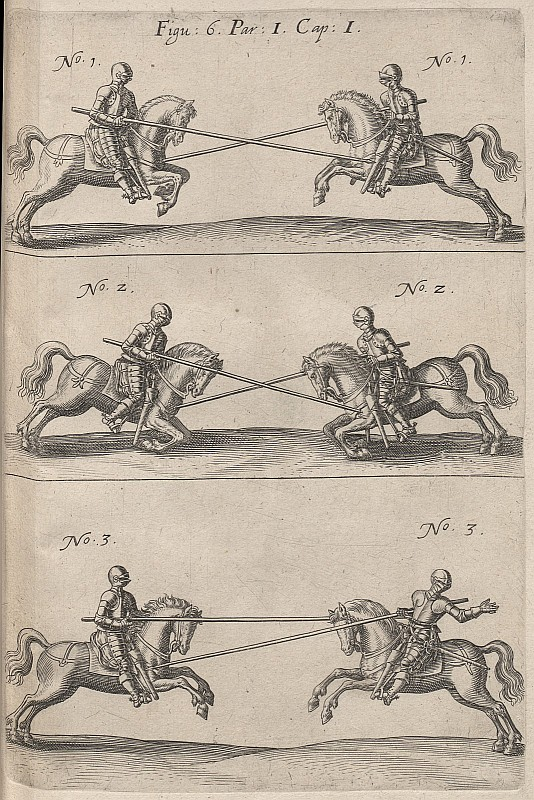
Krijgskunst te paard met toepassing van de couched lance-techniek

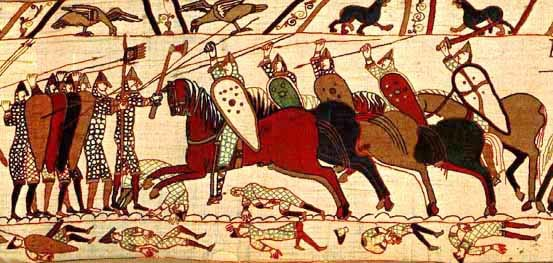
Detail wandtapijt Bayeux (2de helft 11de eeuw)

### Middeleeuwen
In de middeleeuwen waren de belangrijkste wapens voor de gewapende ridder te paard het zwaard en de lans. Eventueel kon hij daarnaast een dolk en een knots met ijzeren beslag gebruiken. Om zich te beschermen droeg de ridder een maliënkolder dat niet volledige bescherming bood, waardoor hij steeds meer lichaamsdelen bedekte met ijzeren platen en uiteindelijk het harnas ontstond. Dit leidde ertoe dat na het jaar 1000 het gebruik van de lans eveneens veranderde. De houten schacht met de ijzeren punt van ongeveer 15 cm bleef, maar men ging de lans anders hanteren. Tot dan toe had men de lans bovenhands geheven om ermee te steken of te werpen, of men hield hem onder de rechterarm om hem in evenwicht te houden. Uit onderzoek blijkt dat vanaf het laatste kwart van de elfde eeuw zwaardere lansen werden gebruikt die men vastgeklemd hield onder de oksel en met de rechterhand net achter een steekring vasthield. De steekring was aangebracht om weerstand te bieden bij een confrontatie. De lans wees schuin over de hals van het paard naar de linkerzijde. Door met zijn paard snelheid te maken was de ridder in staat om op deze manier een dodelijke stoot te veroorzaken. Dit wordt couched lance-techniek genoemd. Maurice Keen noemde een ridder die deze techniek toepaste een 'menselijk projectiel'. Voor deze techniek moest de ridder speciaal getraind zijn. Hij moest tegelijkertijd met zijn linkerhand zijn schild vasthouden, de teugels bedienen en in het zadel blijven zitten. De zadels waren speciaal aangepast voor deze techniek.